# Margaret Truman
Pour les articles homonymes, voir Truman.
Mary Margaret Truman Daniel, connue principalement sous le nom de Margaret Truman (17 février 1924, Independence - 29 janvier 2008, Chicago) est une écrivaine américaine et auteur de biographies, de livres sur la Maison-Blanche et de plusieurs romans best-sellers. Elle est la fille de l'ancien président américain Harry S. Truman et de sa femme Bess Truman.

## Jeunesse
Elle est née à Independence dans l'État du Missouri. Elle baptisée du nom de Mary Margaret Truman par sa tante paternelle Mary Jane Truman et sa grand-mère maternelle Margaret Gates Wallace, mais est appelée Margaret durant son enfance.
En 1944, elle baptise le navire de guerre USS Missouri du nom de son État natal.

## Famille
Margaret Truman épouse Clifton Daniel (1912 - 2000), reporter puis rédacteur du New York Times, le 21 avril 1956 à la Trinity Episcopal Church de Independence (Missouri). De cette union naissent quatre fils : Clifton Truman Daniel (né en 1957) ; William Wallace Daniel (1959 - 2000) décédé dans un accident de la circulation à New York ; Harrison Gates Daniel (né en 1963) ; Thomas Washington Daniel (né en 1966). Clifton écrit et parle publiquement de son grand-père et de sa place de beau-fils d'un président américain.

## Fin de vie et décès
Margaret Truman habite à Park Avenue dans Manhattan et a une place au conseil d'administration du Harry S. Truman Presidential Library and Museum ainsi qu'au Franklin and Eleanor Roosevelt Institute.
Margaret Truman Daniel décède à Chicago à l'âge de 83 ans le 29 janvier 2008 par la suite d'une maladie fulgurante qui la contraint à vivre sous assistance respiratoire. Le 23 février, ses cendres et celles de son mari sont après une cérémonie en toute intimité inhumées aux côtés de ses parents au Truman Library and Museum à Independence.